# Cicurina wusanani
Espèce
Cicurina wusanani est une espèce d'araignées aranéomorphes de la famille des Cicurinidae.

## Distribution
Cette espèce est endémique du Guizhou en Chine,. Elle se rencontre dans le xian de Leishan dans la grotte Yexiangui.

## Description
Le mâle holotype mesure 3,40 mm et la femelle paratype 4,10 mm, les femelles mesurent de 3,80 à 4,42 mm.

## Systématique et taxinomie
Cette espèce a été décrite par Li en 2017.

## Étymologie
Cette espèce est nommée en l'honneur de San-an Wu.

## Publication originale
- Li & Wang, 2017 : « New cave-dwelling spiders of the family Dictynidae (Arachnida, Araneae) from Guangxi and Guizhou, China. » Zoological Systematics, vol. 42, no 2, p. 125-228 (texte intégral).